# Sứ quân tử
Sử quân tử (tên Hán-Việt, từ tiếng Trung 使君子) hay còn gọi dây giung, dây giun, quả nấc, cha ro, chúa sá nằng (danh pháp hai phần: Combretum indicum) là một loài thực vật có hoa trong họ Trâm bầu. Loài này được Carl Linnaeus miêu tả khoa học đầu tiên năm 1762 dưới danh pháp Quisqualis indica. Năm 1998 Robert Anthony DeFilipps chuyển nó sang chi Combretum.

## Mô tả cây
Cây có cành mảnh, dạng dây leo. Lá đơn, nguyên, đối, hình bầu dục. Cành non và lá có lông mịn. Cụm hoa chùm mọc đầu cành, hoa màu trắng, hồng, đỏ. Quả 5 cạnh lôì theo chiều dọc. Hạt hình thoi, vỏ hạt màu nâu nhạt, mỏng, nhăn nheo dễ bóc. Hai lá mầm màu trắng ngà.

## Phân bố sinh thái
Cây mọc hoang ở vùng cao, ráo, mát, thường trồng làm cảnh. Loài bản địa khu vực từ Nam Á (Ấn Độ) qua Trung Quốc, Đông Nam Á tới New Guinea và Australia. Du nhập vào Pakistan, châu Phi, Caribe, Hoa Kỳ và Venezuela.

## Sử dụng
Quả già đập lấy hạt phơi hay sấy khô. Thu hái vào tháng 9-11

## Thành phần hóa học
Hạt chứa dầu béo, chất gôm, acid hữu cơ, muối kali sunfat.

## Tác dụng, công dụng và cách dùng
Tẩy giun dạng thuốc sắc. Còn dùng ngậm chữa đau răng. Cần lưu ý nó có thể gây nấc hoặc nôn nao, không uống chung với nước trà.

## Lưu ý
Quisqualis indica Blanco, 1837 là đồng nghĩa của Combretum malabaricum (Bedd.) Sujana, Ratheesh & Anil Kumar, 2012 phân bố hạn hẹp ở miền tây Ấn Độ.